# ダーラム (ノースカロライナ州)

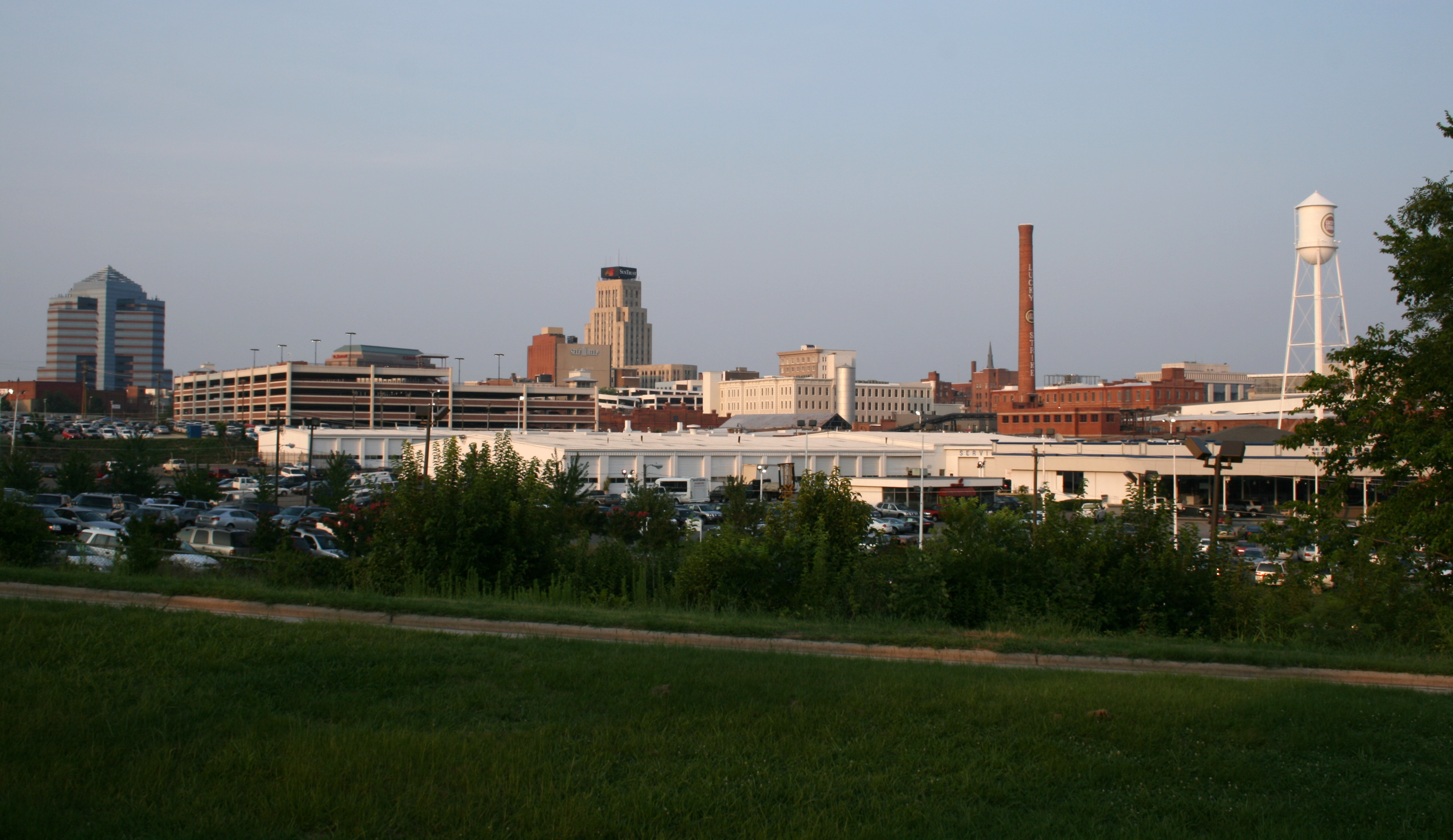
ダーラムのダウンタウン

ダーラム（Durham）は、アメリカ合衆国ノースカロライナ州のダーラム郡にある都市。郡庁所在地で、市域は隣接するオレンジ郡およびウェイク郡にもまたがっている。人口は28万3506人（2020年）。シャーロット、ローリー、グリーンズボロに続く州第4の都市である。
古くはタバコ産業や繊維産業で栄えた。やがてそれらの産業は衰退したが、1950年代にリサーチ・トライアングル・パークが設置されると、デューク大学を抱える大学町として、また全米有数のハイテク産業の研究・開発の拠点として、ローリーやチャペルヒルと共に発展していった。

## 歴史
ダーラムの歴史は1853年、ローリーとヒルズボロウを結ぶ鉄道の駅設置の候補地となったことから始まった。燃料に薪を用いていた当時の蒸気機関車は燃料補給のために頻繁に停車しなければならず、薪や水を補給する基地ともなる駅が25-30マイルごとに必要とされていた。
この近辺には1827年にハーンドンの郵便局が、また1836年にはプラッツバーグと呼ばれる集落ができていた。しかし、プラッツバーグの地主は鉄道用地として土地を売却することを拒んだ。そのやや北西、当時はまだオレンジ郡の一部だった地に住んでいた内科医バーレット・S・ダーラムは、鉄道用地として自らの所有していた土地を寄付した。やがてその土地を利用して設置された駅はダーラム駅と名付けられた。鉄道が走るようになる以前は、現在ダーラムとなっているこの地は一面の農地で、ヒルスボロウ・ロードに沿って通行者（特に家畜運送者）を対象とした商店が何軒かあるのみだった。このヒルズボロウ・ロードはやがて国道70号線となり、20世紀後半の州間高速道路開通に至るまでノースカロライナを東西に横断する主要な交通路であり続けた。

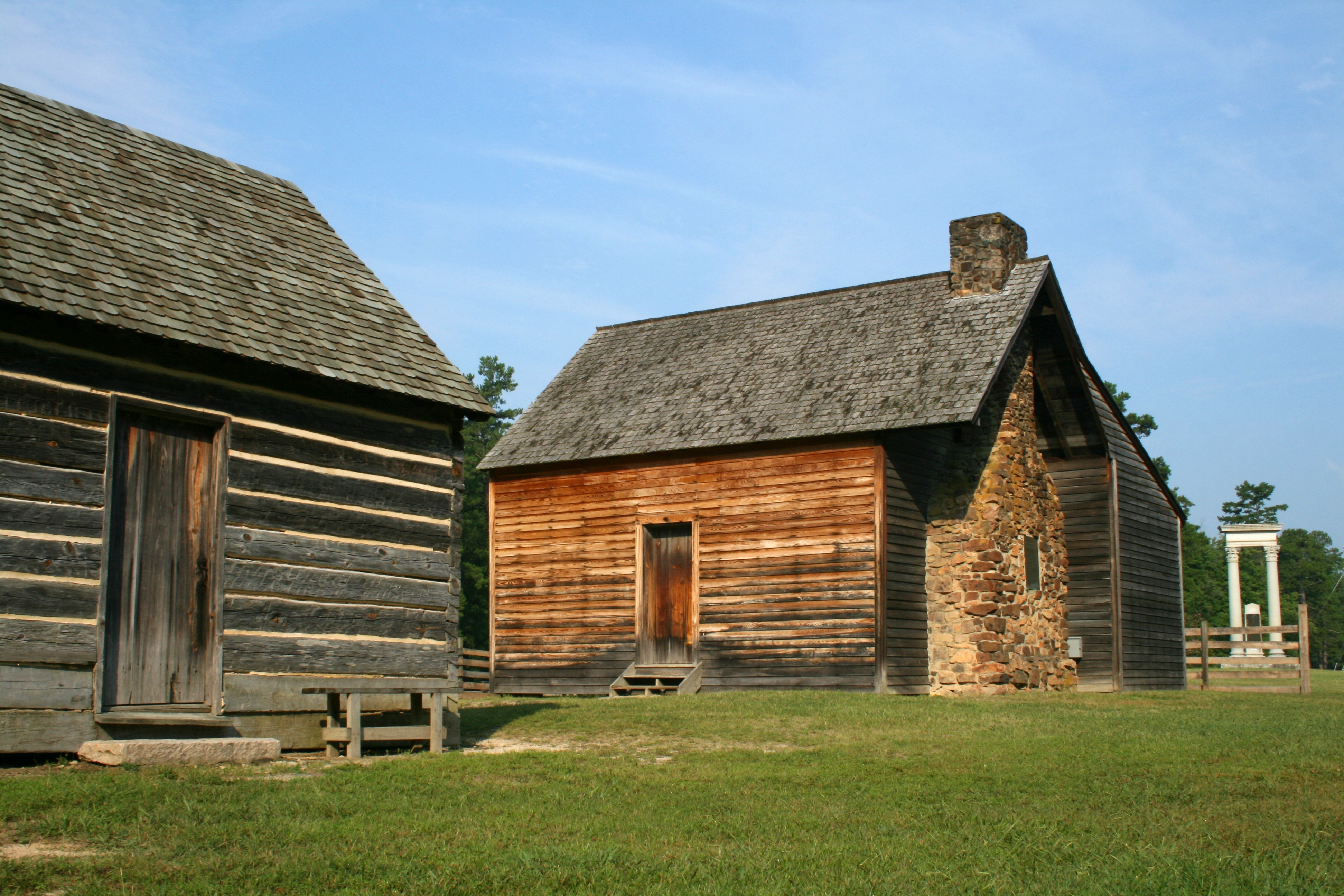
南北戦争において南軍が最大の敗北を喫した地、ベネット・プレイス。

ダーラム駅を中心としたコミュニティの発展は南北戦争前にはゆっくりとしたものであったが、南北戦争後には急速なものに変わった。1869年にはダーラムは正式な市になった。ダーラムの成長の要因となったのはタバコ産業の発展であった。1865年4月に南軍が敗れるまで、ダーラム駅のすぐ外側にあったベネット・プレイスの近くに南北両軍がキャンプを張っていた。しかし前線においても、兵士たちは自由にこの地の特産であったタバコを吸っていた。この地のタバコは他のタバコに比べて風味が軽かった。南北戦争が終わると、退役した軍人はノースカロライナで吸ったタバコを故郷でも手に入れたいと欲した。グリーンのタバコ会社には、ダーラムのタバコを注文する注文書が数多く届いた。グリーンとパートナーを組んだW・T・ブラックウェルはタバコ会社の名前をブル・ダーラム・タバコ会社（Bull Durham Tobacco Company）に改めた。ブル・ダーラムの名は、コールマンズ・マスタードがイングランドのダラムで生産されているとブラックウェルが誤って思い込んでいたということに由来していると言われている。このブル・ダーラム・タバコ会社と、ワシントン・デュークのデューク・アンド・サンズ・タバコ会社の急速な発展により、ダーラムの街も急速に成長していった。
初期のダーラムの成長を支えたのはタバコ産業であったが、やがて繊維産業が追随した。ダーラムの西側と東側には複数の繊維工場が造られた。また、1890年頃から1930年頃までの間にかけては、商用・住居ともに、初期のダーラムにおける建築物の多くが建てられた。

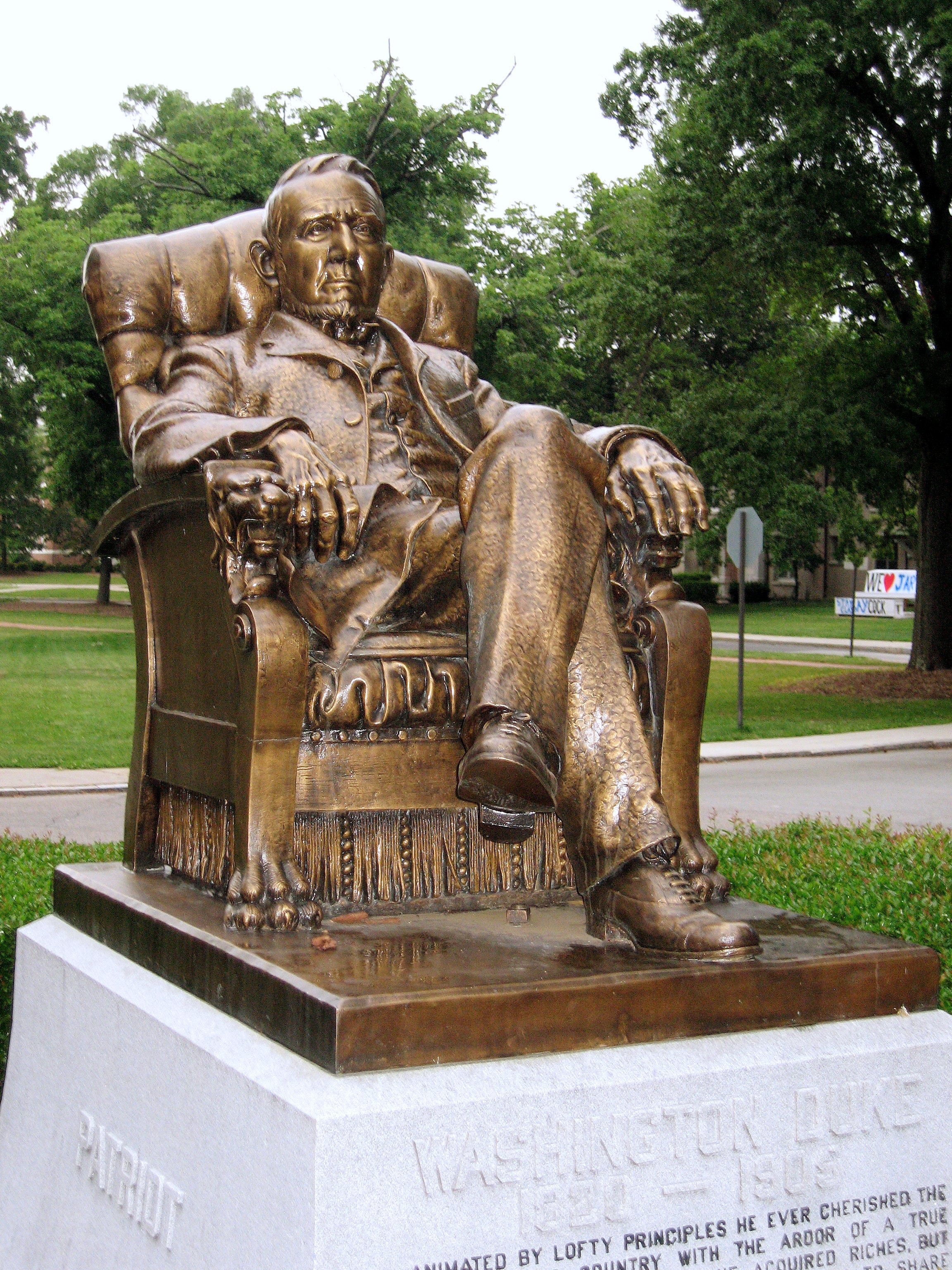
デューク大学のイースト・キャンパスに立つワシントン・デュークの像

1924年には、ジェームズ・ブキャナン・デュークが父ワシントン・デュークを讃えて博愛主義的な財団を設立し、ダーラムのトリニティ・カレッジを支えた。やがてトリニティ・カレッジはデューク大学と名を変え、1マイル西に広大なキャンパスと病院が設置された。もとのトリニティ・カレッジは、現在ではデューク・イースト・キャンパスとして知られている。
また、ダーラムではアフリカン・アメリカンのコミュニティも発展した。市の中心部から南に位置していた、ヘイティー（Hayti）と呼ばれた地域では、20世紀初頭にアフリカ系の経営者がそのビジネスを成功させていた。その中でも最もよく知られたものには、ノースカロライナ相互保険会社（North Carolina Mutual Insurance Company）や農工銀行（Mechanics & Farmers' Bank）などがあった。これらの金融機関が集中するパリッシュ・ストリートは、「黒人のウォール街」と呼ばれたこともあった。こうした強いアフリカ系コミュニティを抱えるダーラムでは強い公民権運動が起こった。座り込みは各所で見られた。マーティン・ルーサー・キング・ジュニアは公民権運動が難航したときにこのダーラムの街を訪れた。しかし、この強いコミュニティも、1960年代にフリーウェイを建設するにあたってヘイティー地区の一部が取り壊されるのを防ぐことはできなかった。都市再生資金を利用したフリーウェイの建設によって、ヘイティーのみならず、モアヘッド・ヒルズ、ウェスト・エンド、ウェスト・ダーラムなどの歴史的な地区も取り壊され、多くの歴史的建築物が失われた。
20世紀も中盤にさしかかると、ダーラムの経済を支えていた産業は軒並み衰退していった。1930年代には繊維工場が閉鎖し始めるようになった。1960年代に入ると、かねてよりのタバコ産業における競争の激化に加え、喫煙そのものも抑制される傾向が強まったことにより、ダーラムのタバコ産業は減収に転じた。1958年にリサーチ・トライアングル・パークが設置されると地域一帯がハイテク産業の研究・開発の中心地として潤ったが、それでもダーラムにおける経済効果はローリーやケーリーほどではなかった。それどころか、郊外への人口流出はダーラムでも起こり、ダーラムの商業・経済の中心としての地位は徐々に失われていった。しかし1970年代に入ると、リサーチ・トライアングル・パークに近い市の南部で住宅開発が進み、またダウンタウンの再開発も相まって、ダーラムは再び成長を始めた。現在のダーラムにおいては、リサーチ・トライアングル・パークの企業はデューク大学と並んで、ダーラムで最も主要な雇用主である。
1975年には、ヘイティーのコミュニティが生み出した遺産を保存し、またアフリカン・アメリカンの世界文化に対する貢献の理解を目的としてヘイティー・ヘリテージ・センターが設立された。1994年にはダーラム・ブルズの本拠地となる野球場が建設された。アメリカン・タバコ会社（旧ブル・ダーラム・タバコ会社）の工場も2003年に復元された。

## 地理

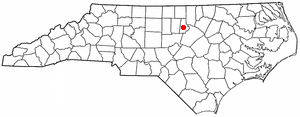
ノースカロライナ州におけるダーラムの位置

ダーラムは北緯35度59分19秒 西経78度54分26秒 / 北緯35.98861度 西経78.90722度座標: 北緯35度59分19秒 西経78度54分26秒 / 北緯35.98861度 西経78.90722度に位置している。アメリカ合衆国統計局によると、ダーラム市は総面積245.8km²（94.9mi²）である。このうち245.1km²（94.6mi²）が陸地で0.7km²（0.3mi²）が水域である。総面積の0.29%が水域になっている。市の標高は120mである。
市は州都ローリーの北西約35kmに位置している。また南西にはチャペルヒルの町が隣接している。ダーラムはこれらの都市・町とともにリサーチ・トライアングルと呼ばれる都市圏（正式名称: ローリー・ダーラム・ケーリー広域都市圏）を形成しており、その人口は1,740,185人（2010年の国勢調査）を数える。

## 政治
ダーラムはシティー・マネージャー制を採っている。シティー・マネージャーは市議会との契約の下に、予算の決定から各部門の監視に至る市政全般を取り仕切る。ダーラムの市議会は市長および6名の議員からなり、3つの選挙区からそれぞれ1名ずつ、そしてワイルドカードで残り3名が選出される。市議会議員の選挙は2年ごとに行われる。
市政の鍵となっている政策としては、ダウンタウンの再開発、歴史的な地区や商業地区の再生、犯罪率45%低下、ホームレス撲滅10ヶ年計画、無断欠席減少のためのイニシアチブ、発展・開発に関する政策などが挙げられる。1990年代には、ダーラム市公立学区とダーラム郡公立学区の合併を成功させた実績もある。

## 交通

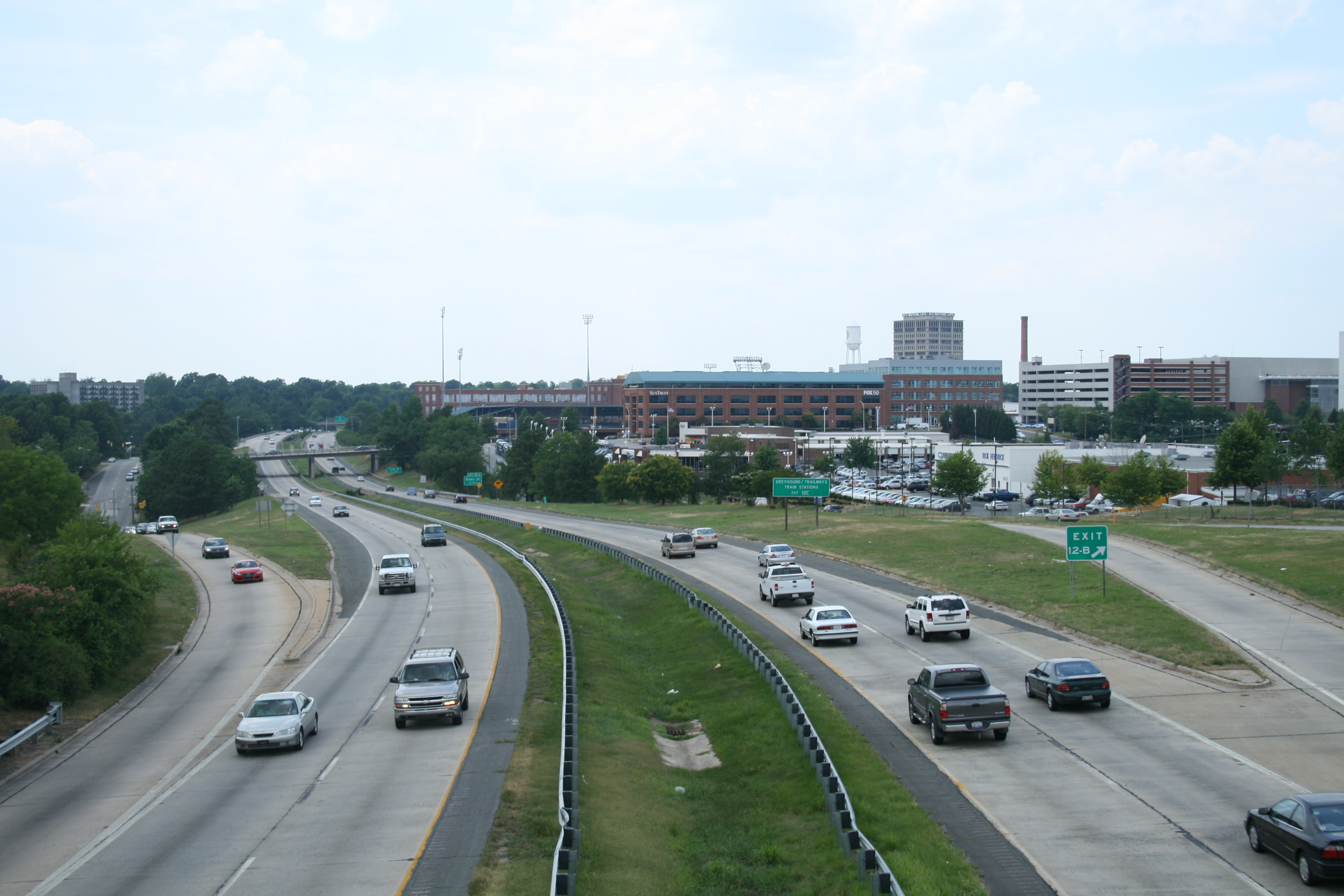
ダーラム・フリーウェイ（ノースカロライナ州道147号線）

ダーラムを含むリサーチ・トライアングルの玄関口となっている空港はダーラムの中心部から南西約23km、ローリーとの間にあるローリー・ダーラム国際空港（IATA: RDU）である。この空港には主要３社（アメリカン航空・デルタ航空・ユナイテッド航空）が各ハブ空港からの便を発着させている。また、アメリカン航空がロンドンのヒースロー空港便、デルタ航空がパリのシャルル・ド・ゴール空港便を運航している。
市の北側を州間高速道路85号線、また南を州間高速道路40号線と、ダーラムには2本の州間高速道路が通っている。いずれも幹線の高速道路である。また、これらの州間高速道路とは別に、ダーラム・フリーウェイと呼ばれる高速道路がダウンタウンを横断している。正式には、ダーラム・フリーウェイはノースカロライナ州道147号線である。
ダーラム駅ではアムトラックの列車が利用できる。ローリーとシャーロットを結ぶ中距離列車ピードモント号がローリー方面、シャーロット方面にそれぞれ1日2便、およびニューヨークからローリーを経由してその先のシャーロットと至る長距離列車カロリニアン号がニューヨーク方面、シャーロット方面にそれぞれ1日1便ずつ停車する。
ダーラム市内の公共交通としては、ダーラム地域交通局（DATA）が運営する路線バス網でカバーされている。ローリーおよびチャペルヒルとの間には、これとは別にトライアングル交通局の路線バスが走っている。
なお、ダーラム駅近くにある鉄道跨道橋は、かつてはその制限高が3.56メートル（11フィート8インチ）であったが、その橋高に引っかかる自動車事故が頻発し、11フィート8ブリッジと呼ばれている。この跨道橋は2019年に3.76メートル（12フィート4インチ）に引き上げられたが、事故発生の解消に至っていない。

## 教育

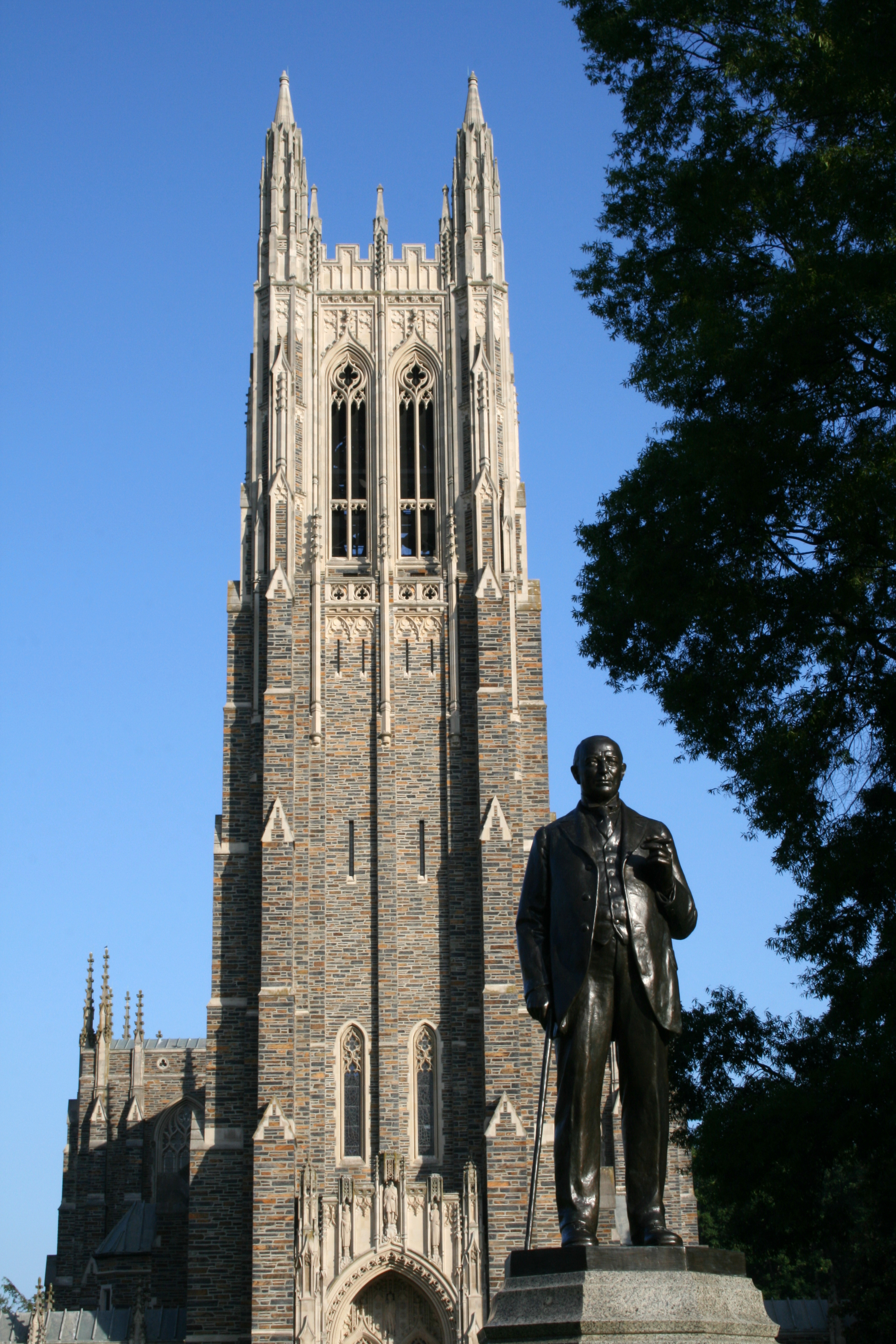
デューク大学

ローリーがノースカロライナ州立大学、チャペルヒルがノースカロライナ大学を抱えるならば、ダーラムにはデューク大学がキャンパスを置いている。ダウンタウンの西にキャンパスを構えるこの大学は、もともとは1838年にトリニティ・カレッジとして設立され、1892年に創立の地トリニティからダーラムに移転、1924年にはジェームス・ブキャナン・デュークの援助を得てキャンパスを拡大し、校名も現在のデューク大学に改められた。デューク大学はアイビーリーグの8校に匹敵する高評価を受けており、2009年度版のUSニューズ&ワールド・レポート誌の大学ランキングでは8位にランクされている。同学は学部生約6,200人、大学院生約6,800人の学生を抱えている。
ノースカロライナ中央大学（North Carolina Central University）は、Historically Black Collegeと呼ばれる、もとはアフリカ系の学生に高等教育の機会を与えるために設立された大学であった。1909年創立の同学は、アフリカ系学生を対象としたリベラル・アーツ・カレッジとしては全米でも最古の部類に入る大学である。同学は1969年には現称に改められ、1972年にノースカロライナ大学システムに加えられた。ダーラム工科コミュニティ・カレッジ（Durham Technical Community College）は、その名が示す通り技術教育に重きを置いた2年制のコミュニティ・カレッジである。
ダーラムのK-12課程はダーラム公立学区の運営する45校の公立学校によって提供されている。かつてはダーラム市とダーラム郡がそれぞれ別個に公立学区を有していたが、1990年代に合併した。また、ダーラムには理科系の科目において高度な集中教育を行う州立の全寮制高校、ノースカロライナ理数高校（North Carolina School of Science and Mathematics）も置かれている。同校は高校でありながら、2007年にはノースカロライナ大学システムに加わった。

## 文化

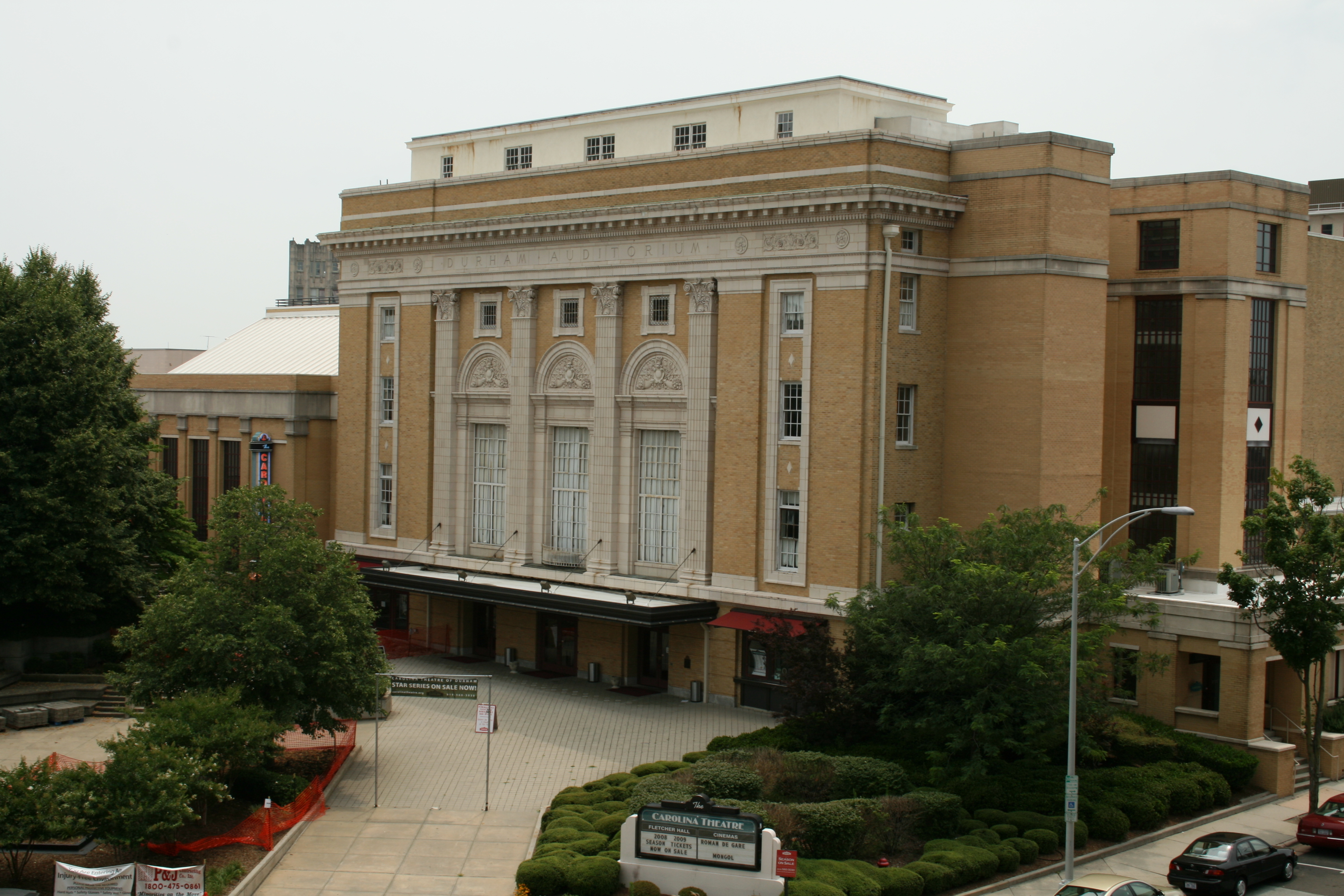
カロライナ・シアター

ダーラムの文化の中心となっているのはカロライナ・シアターである。ダウンタウンにおけるランドマークともなっているこの劇場では、ライブの公演と映画の放映の両方が行われる。同劇場で行われるフル・フレーム・ドキュメンタリー映画祭には、世界中のドキュメンタリー映画製作者が集まる。
カロライナ・シアターと並んでダーラムにおける文化の中心となっているのがデューク大学である。デューク大学のキャンパスでは、毎年夏に6週間にわたってアメリカン・ダンス・フェスティバルが開かれる。また、デューク大学のスポーツチーム、ブルーデビルズはアトランティック・コースト・カンファレンスに所属しており、26種目で戦っている。特に男子バスケットボールは1991年、1992年、2001年、2010年、2015年の計5回の全米優勝を含め、17回のNCAAトーナメントファイナル4進出を誇り、NBAにも多数の人材を輩出している。ブルーデビルズと共に全米屈指の強豪として知られるノースカロライナ大学ターヒールズとのライバル関係は熾烈を極めている。

## 人口動態

### 都市圏人口
ダーラムの都市圏を形成する各郡の人口は以下の通りである（2010年国勢調査）。ローリー・ダーラム・チャペルヒル広域都市圏全体の人口については、ローリー (ノースカロライナ州)#都市圏人口を参照のこと。
ダーラム・チャペルヒル都市圏
| 郡           | 州                 | 人口      |
| ------------ | ------------------ | --------- |
| ダーラム郡   | ノースカロライナ州 | 267,587人 |
| オレンジ郡   | ノースカロライナ州 | 133,801人 |
| チャタム郡   | ノースカロライナ州 | 63,505人  |
| グランビル郡 | ノースカロライナ州 | 59,916人  |
| パーソン郡   | ノースカロライナ州 | 39,464人  |
| 合計         | 合計               | 564,273人 |

### 市域人口推移
以下にダーラム市における1890年から2010年までの人口推移をグラフおよび表で示す。
| 統計年 | 人口      |
| ------ | --------- |
| 1890年 | 5,485人   |
| 1900年 | 6,679人   |
| 1910年 | 18,241人  |
| 1920年 | 21,719人  |
| 1930年 | 52,037人  |
| 1940年 | 60,195人  |
| 1950年 | 73,368人  |
| 1960年 | 84,642人  |
| 1970年 | 100,768人 |
| 1980年 | 100,831人 |
| 1990年 | 136,611人 |
| 2000年 | 187,035人 |
| 2010年 | 228,330人 |

## 姉妹都市

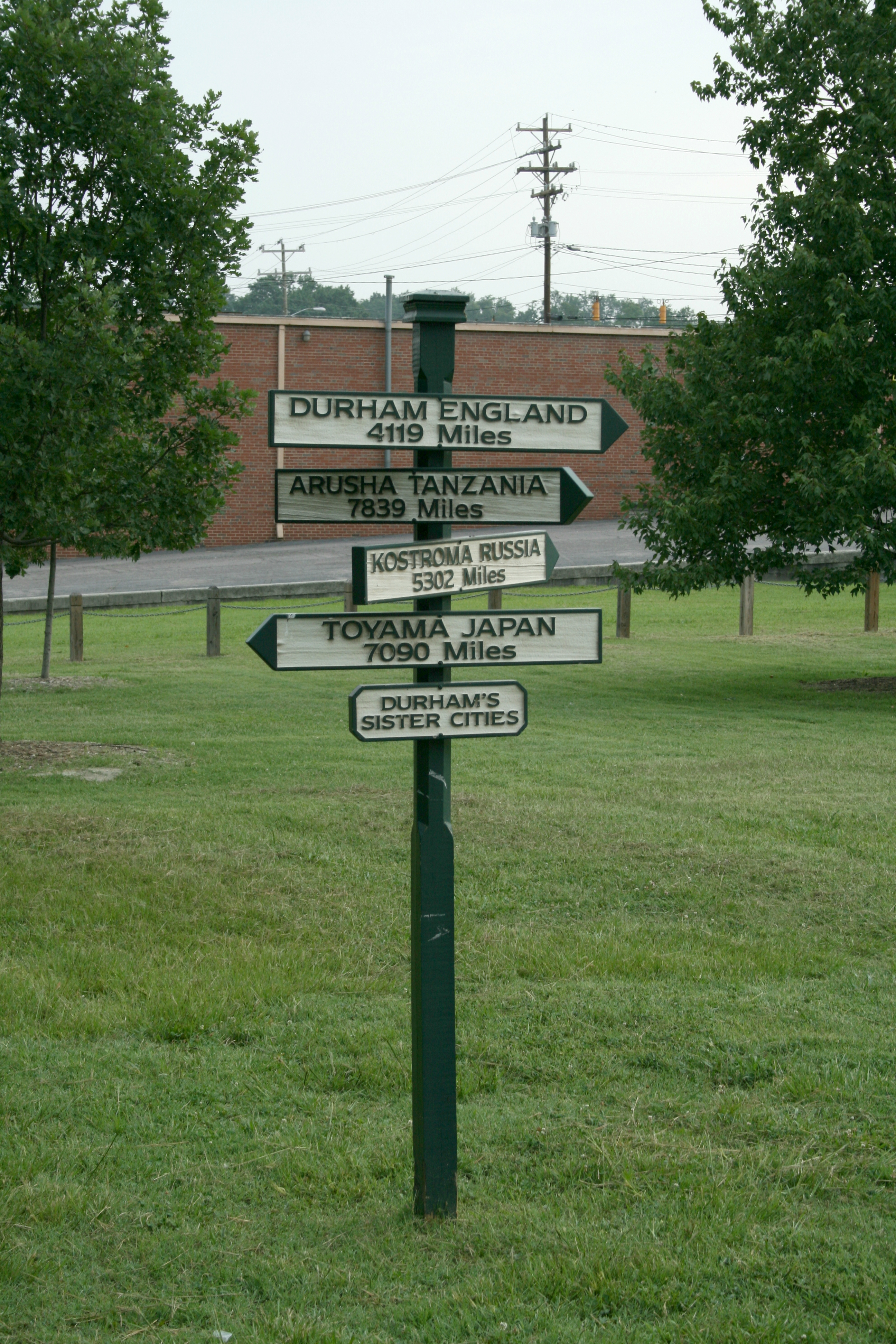
姉妹都市の方角と距離を示す標柱

ダーラムは以下4都市と姉妹都市提携を結んでいる。
- アルーシャ（タンザニア）
- コストロマ（ロシア）
- ダラム（イギリス・イングランド）
- 富山市（日本・富山県）

## 註
1. ↑  “Quickfacts.census.gov”. 2023年8月15日閲覧。
2. ↑  Where is RTP? Research Triangle Foundation of North Carolina.
3. ↑  St. Joseph's Historical Foundation at Hayti Heritage Center Archived 2006年9月4日, at the Wayback Machine..
4. ↑  City Manager's Office. City of Durham.
5. ↑  City Council. City of Durham.
6. ↑  America's Best Colleges 2009. U.S. News & World Report. 2008年.
7. ↑  American FactFinder. U.S. Census Bureau. 2011年.
8. ↑  American FactFinder. U.S. Census Bureau. 2011年.